# Retfærdigheds- og Udviklingspartiet
Retfærdigheds- og Udviklingspartiet (tyrkisk: Adalet ve Kalkınma Partisi; forkortet AKP) er et tyrkisk konservativt og populistisk politisk parti. Partiet beskriver sig selv som et moderat muslimsk parti. Partiets formand og grundlægger er Recep Tayyip Erdoğan, som en den nuværende tyrkiske præsident.

## Historie

### Grundlæggelse og debutvalg
AKP blev dannet i 2001 af medlemmer fra flere forskellige partier. En stor del af medlemmerne, inklusiv lederen af det nye parti, Recep Tayyip Erdoğan, kom fra Dydspartiet, et islamitisk parti som var blevet bandlyst tidligere i 2001, for at overtræde Tyrkiets forfatnings regler om sekularisme.
AKPs debutvalg var parlamentsvalget i 2002. AKP vandt her 34,28 % af stemmerne, men på grund af Tyrkiets høje spærregrænse på 10 % af stemmerne, betød det at AKP fik en absolut flertal, da de fik 363 ud af 550 pladser. Erdoğan var dog på dette tidspunkt bandlyst for at holde politiske positioner, som resultat af at han i 1997, imens han var borgmester i Istanbul, havde reciteret et islamistisk digt af Ziya Gökalp, som blev dømt til at være en overtrædelse af kravet om sekularisme. Derfor blev Abdullah Gül gjort til premierminister for partiet efter valget.
Erdoğans bandlysning fra politik blev ophævet i december 2002, og den 14. marts 2003 overtog han som premierminister, mens Gül blev udenrigsminister.

### Præsidentkrisen og forfatningsændringen i 2007
Erdoğan havde i april 2007 annonceret at Abdullah Gül ville være AKPs præsidentkandidat i 2007, efter længere spekulation om han selv ville være kandidat. Dette skabte stor uro, da præsidenten er i Tyrkiet var set som sekularismens beskytter, og Gül var set som en islamistisk kandidat. Den første runde af præsidentvalget endte i dødvande, da oppositionspartierne lavede en boykot af afstemningen i parlamentet, som betød at Gül ikke kunne opnå det krævede kvorum på 367 parlamentarikere i hverken den første eller anden runde. Dette resultere i at Erdoğan udskrev parlamentsvalg, som blev holdt i juli 2007. Her fik AKP 46,58% af stemmerne. Dette resulterede dog i at de mistede mandater, da et tredje parti nåede over spærregrænsen, men de holdte deres absolutte flertal.
Den tredje runde af præsidentvalget blev holdt i august 2007, og her blev det besluttet af det kun ville være et krav at få en majoritet af stemmer, og Gül blev hermed valgt til præsident.
I oktober 2007 fremsatte AKP regeringen en række ændringer i den tyrkiske forfatning til en folkeafstemning, som blev holdt den 10. oktober. De foreslået ændringer var:
- Præsidenten skulle vælges ved folkeafstemning i stedet for af parlamentet.
- Præsidentens periode skulle reduceres fra 7 år til 5 år.
- Præsidenten blev tilladt at side for to perioder.
- Parlamentsvalg skal afholdes hver 4. år i stedet for hver 5. år.
- Reducere kvorum af parlamentarikere som er krævet for at kunne tage beslutninger i parlamentet fra 367 til 184.

Ved folkeaftemningen stemte 68,95% af vælgerene 'ja' til denne ændring af grundloven.

### Forfatningsændringen i 2010
Regeringen fremsatte i 2010 igen et forslag om forfatningsændringer til en folkeafstemning, i det at AKP ikke havde en 2/3 majoritet til at skubbe ændringen igennem uden en afstemning. De foreslået ændringer inkludere forskellige ting, vigtigst blandt var at det nu blev muligt at tage lovlig aktion imod militær officerer som planlage kupforsøg, samt en række ændringer som gjorde det nemmere at strejke og at lave kollektive forhandlinger.
Ved folkeafstemningen den 12. september 2010 stemte 57,88% af vælgerene 'ja'.

### Præsident Erdoğan
Ved præsidentvalget i 2014, det første præsidentvalg hvor at præsidenten blev valgt ved folkeafstemning frem for i parlamentet, var Erdoğan AKPs kandidat. Erdoğan fik 51,79 % af stemmerne i den første runde afholdt den 10. august 2014, og blev dermed valgt til præsident.
Præsidenten var i den tyrkiske forfatning ikke tilladt at deltage i partipolitik imens han er præsident, og Erdoğan forlod dermed AKP for at være præsident. Partiet valgte hermed Ahmet Davutoğlu som den nye partiformand, og efter Erdoğans overtog som præsident den 28. august 2014, blev Davutoğlu den nye premierminister.
Ved partiets første parlamentsvalg uden Erdoğan som formand i juni 2015 led partiet tilbagegang, da de fik 40,87% af stemmerne. Dette betød at partiet vandt 258 mandater, hvilke ikke var nok til at beholde deres flertal, som de mistede efter 13 år med flertal. Forhandlinger om at danne en regering med andre partier faldt sammen, og Præsident Erdoğan besluttede i august 2015 at udskrive et nyt valg.
Det nye valg blev afholdt den 1. november 2015, AKP så står fremgang, da partiet fik 49,48% af stemmerne, og genvandt deres majoritet. AKP kunne dermed gendanne deres regering under premierminister Davutoğlu.
Davutoğlu trak sig som premierminister og formand for AKP i maj 2016, og blev erstattet i begge roller af Binali Yıldırım.

### Kupforsøget i 2016
Den 15. juni 2016 forsøgte en fraktion i den tyrkiske hær at lave et militærkup imod præsidenten og regeringen. Lederne af kuppet nævnte erosionen af sekularisme og demokratiet som grunden til deres forsøgte kup. Kuppet slog fejl i stor del på grund af at Erdoğan fik hans støtter til at tage til gaden for at hindre kuppet.
Erdoğan beskyldte Fethullah Gülen, som bor i eksil i USA, og hans støtter for at stå bag kuppet. Gülen afviser dog dette. I de følgende måneder er flere tusinde personer som er beskyldt for at havde forbindelser med Gülen blev arresteret eller fyret for deres arbejde.

### Forfatningsændringen i 2017
I april 2017 fremsatte AKP regering deres hidtil største forfatningsændringsforslag til en folkeafstemning. 18 forskellige ændringer blev fremsat til denne folkeafstemning. Blandt disse ændringer var centralt afskaffelsen af parlamentarismen til fordel for præsidentialisme, hvor at præsidenten er både stats- og regeringsoverhoved.
En hård valgkamp var til følge, og valgkampen blev spredt ud til mange andre lande i Europa med store tyrkiske mindretal. AKP regerings forsøg på at føre kampagne blandt de tyrkiske befolkninger i lande som Tyskland, Østrig og Holland. Dette ledte til en diplomatisk krise mellem Tyrkiet og Holland, efter at Holland havde udvist to medlemmer af den tyrkiske regering som forsøgt at føre valgkamp i landet. Som resultat kaldte Erdoğan hollænderne for 'fascister' og 'nazister', og udviste den hollandske ambassadør. Danmarks statsminister Lars Løkke Rasmussen udskyd herefter et besøg fra den tyrkiske premiereminister.
Ved folkeaftemningen holdt den 16. april 2017 stemte 51,41 % af vælgerene 'ja'. Der var dog store protester fra modstandere til følge, som beskyldte regeringen for valgfusk.

### Erdoğans retur
Som resultat af forfatningsændringen kunne præsidenten nu deltage i partipolitik, og Erdoğan vendte tilbage som formand for AKP den 21. maj 2017.
Parlamentsvalget og præsidentvalget i 2018 blev afholdt samme dag, den 24. juni 2018. Ved præsidentvalget blev Erdoğan genvalgt med 52,59 % af stemmerne. Ved parlamentsvalget så AKP dog tilbagegang, og fik 42,56 % af stemmerne. Dette resulterede i 295 mandater, hvilke betød at partiet mistede deres flertal, da antallet af mandater i parlamentet var blevet hævet til 600.
Ved lokalvalget i 2019 led AKP nok deres hidtil største nederlag. På trods af at AKP modtog omtrent det samme støtte som ved lokalvalget i 2014, så mistede de borgmesterposten i Istanbul, Ankara og İzmir, hovedsageligt som resultat af deres allierede parti MHP led stor tilbagegang. Dette var hermed den første gang at AKP havde tabt landets tre største byer siden 2003. Regeringen kaldet på omvalg i Istanbul efter valget, men dette nye valg resulterede kun i at AKP tabte større til oppositionen.

## Ideologi
Partiet bruger begrebet konservativt demokrati til at beskrive deres ideologi. Konservativt demokrati omhandler især et forsøg på at skabe en moderne form for islamisk demokrati, hvor at mere konservative religiøse værdier kan eksistere sammen med moderne sekulær institutioner. Partiet støtter også op om en aktiv udenrigspolitik, hvor at Tyrkiet især er aktiv i de lande og områder som tidligere var del at Osmannerriget. Økonomisk er partiet liberalt.

## Partiledere
| Nr. | Navn                 | Billede | Fra             | Til             |
| --- | -------------------- | ------- | --------------- | --------------- |
| 1   | Recep Tayyip Erdoğan |         | 14. august 2001 | 27. august 2014 |
| 2   | Ahmet Davutoğlu      |         | 27. august 2014 | 22. maj 2016    |
| 3   | Binali Yıldırım      |         | 22. maj 2016    | 21. maj 2017    |
| (1) | Recep Tayyip Erdoğan |         | 21. maj 2017    | Nuværende       |

## Valgresultater

### Parlamentsvalg
| Valg      | Partiformand         | Stemmer    | %      | Pladser   |
| --------- | -------------------- | ---------- | ------ | --------- |
| 2002      | Recep Tayyip Erdoğan | 10.808.229 | 34,28% | 363 / 550 |
| 2007      | Recep Tayyip Erdoğan | 16.327.291 | 46,58% | 341 / 550 |
| 2011      | Recep Tayyip Erdoğan | 21.399.082 | 49,83% | 327 / 550 |
| Jun. 2015 | Ahmet Davutoğlu      | 18.867.411 | 40,87% | 258 / 550 |
| Nov. 2015 | Ahmet Davutoğlu      | 23.681.926 | 49,50% | 317 / 550 |
| 2018      | Recep Tayyip Erdoğan | 21.333.172 | 42,56% | 295 / 600 |

### Præsidentvalg
| Valg | Kandidat             | Første runde | Første runde | Anden runde | Anden runde | Resultat                      |
| Valg | Kandidat             | Stermmer     | Procent      | Stermmer    | Procent     | Resultat                      |
| ---- | -------------------- | ------------ | ------------ | ----------- | ----------- | ----------------------------- |
| 2014 | Recep Tayyip Erdoğan | 21.000.142   | 51,79%       | -           | -           | Recep Tayyip Erdoğan valgt    |
| 2018 | Recep Tayyip Erdoğan | 26.324.482   | 52,59%       | -           | -           | Recep Tayyip Erdoğan genvalgt |